# Mella
A Mella (lombard nyelven Mèla) egy rövid (mindössze 96 km hosszú) olaszországi folyó Lombardia régióban. A Maniva-hágó területén ered a Val Trompia északi végén, közel 2205 m magasságban. Átszeli a völgyet, majd Brescia városát és Pralboino mellett az Oglio folyóba torkollik. A vizét öntözésre használják.